# Giacomo Ceruti

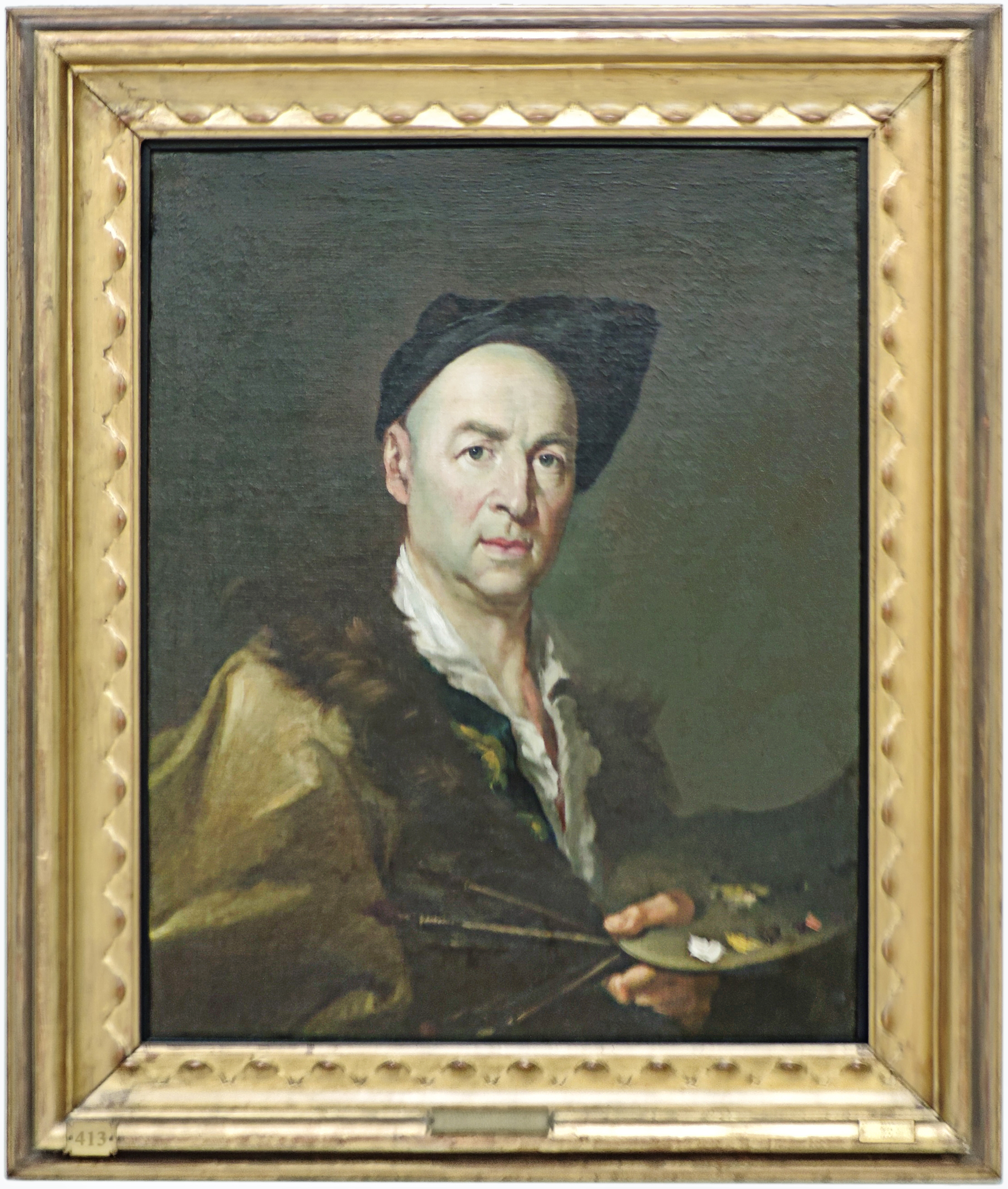
Giacomo Ceruti: Selbstporträt, Pinacoteca di Brera, Mailand

Giacomo Antonio Melchiorre Ceruti (* 13. Oktober 1698 in Mailand; † 28. August 1767 ebenda) war ein italienischer Maler des Spätbarock. Er ist auch bekannt als Pitocchetto (kleiner Bettler) wegen seiner zahlreichen Bilder von armen Menschen aus dem Volk, Bettlern und Bauern.

## Biografie

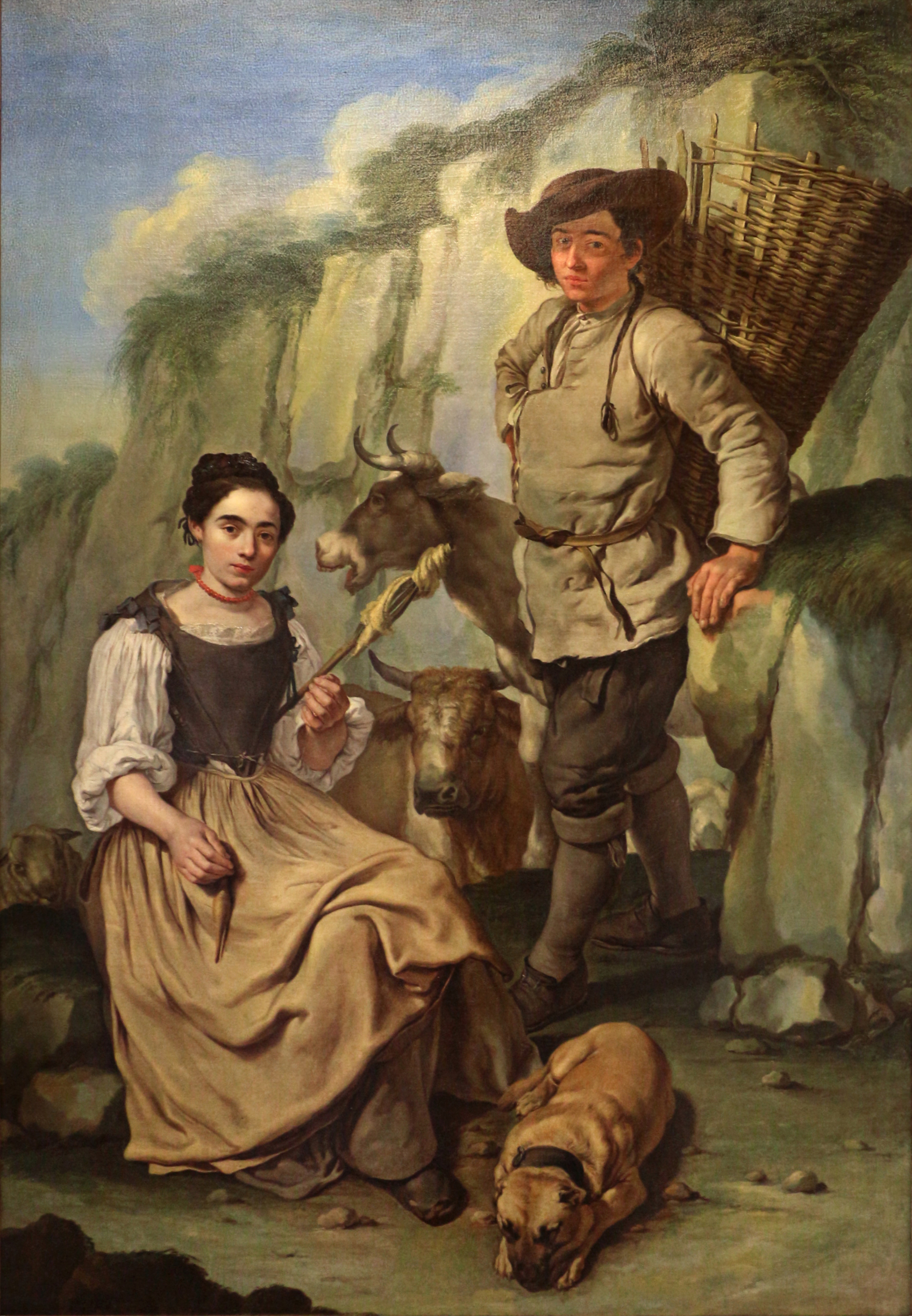
Frau mit Spindel und Weinbauer, Castello Sforzesco, Mailand

Man weiß nur sehr wenig über Cerutis Herkunft, Jugend und Ausbildung. Sein Vater war ein gewisser Giuseppe Ceruti. Er war verheiratet mit einer Matilde De Angelis, mit der er mehrere Kinder hatte. Sein erstes bekanntes Werk ist ein Porträt des Conte Fenaroli, signiert und datiert 1724. Um 1728 war er in Brescia, 1736 in Venedig, wo er einige Gemälde für den Marschall J. M. von der Schulenburg malte. Von 1737 bis 1741 oder 1742 ist er in Padua nachweisbar: Hier schuf er u. a. für die Basilica di S. Antonio ein Altarbild mit der Taufe der Heiligen Giustina, und für Santa Lucia (heute: Corpus Domini) das Bild für den Hauptaltar Madonna mit Kind und den Heiligen San Rocco und Lucia. Zwischen 1743 und 1746 lebte Ceruti in Piacenza, danach in Brescia, wo er u. a. für die Familie Lechi arbeitete. 1757 war er in Mailand.
Giacomo Ceruti schuf Werke in verschiedenen Gattungen, Altarbilder, Porträts, Stillleben und Genrebilder. Seine Leistungen auf dem Gebiet der religiösen Malerei gelten im Allgemeinen als eher durchschnittlich, seine Stillleben als gut. In Erinnerung bleibt er vor allem für seine herausragenden Genrebilder von Bettlern, Bauern, Landstreichern, armen Kindern und Frauen aus dem Volk, die er völlig ungeschönt malte und die ihm seinen Spitznamen il Pitocchetto einbrachten. Diese Werke sind von einem im 18. Jahrhundert außergewöhnlichen Realismus geprägt, wenn es auch durchaus einige Vorgänger oder Vorbilder gab, wie in Frankreich die Brüder Le Nain, in Spanien Bartolomé Esteban Murillo mit seinen armen Kindern, in Italien selber Giuseppe Maria Crespi und bis zu einem gewissen Grade auch Caravaggio oder die Bamboccianti. Ceruti war auch ein exzellenter Porträtist mit interessanten Bildnissen wie demjenigen eines Cellisten (Kunsthistorisches Museum, Wien), einer Frau mit Hund (Metropolitan Museum, New York) oder Rauchender Mann mit Turban (Privatsammlung).

## Galerie

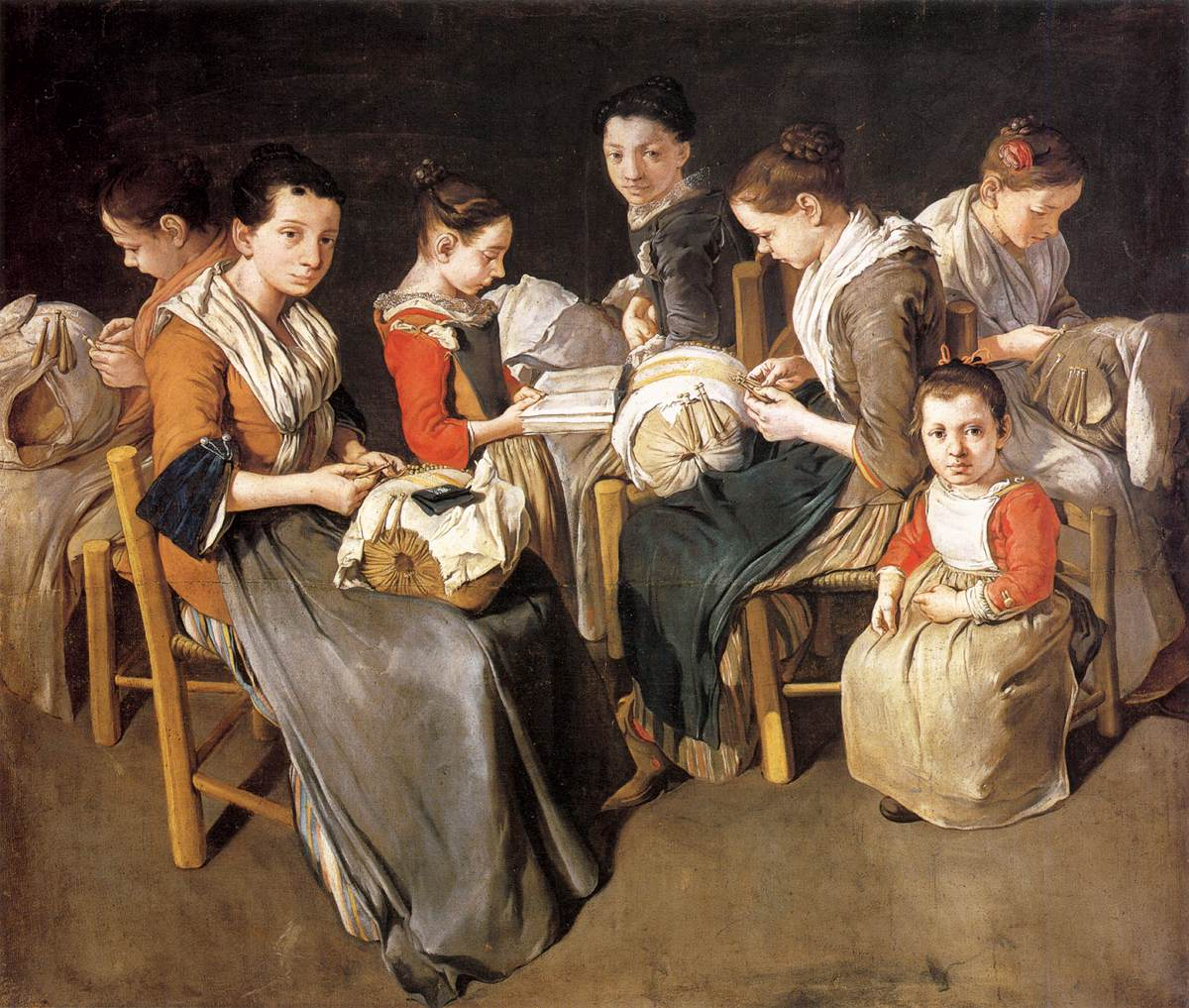
Frauen beim Spitzenklöppeln, 1720er Jahre, Öl auf Leinwand, 150 × 200 cm, Privatsammlung
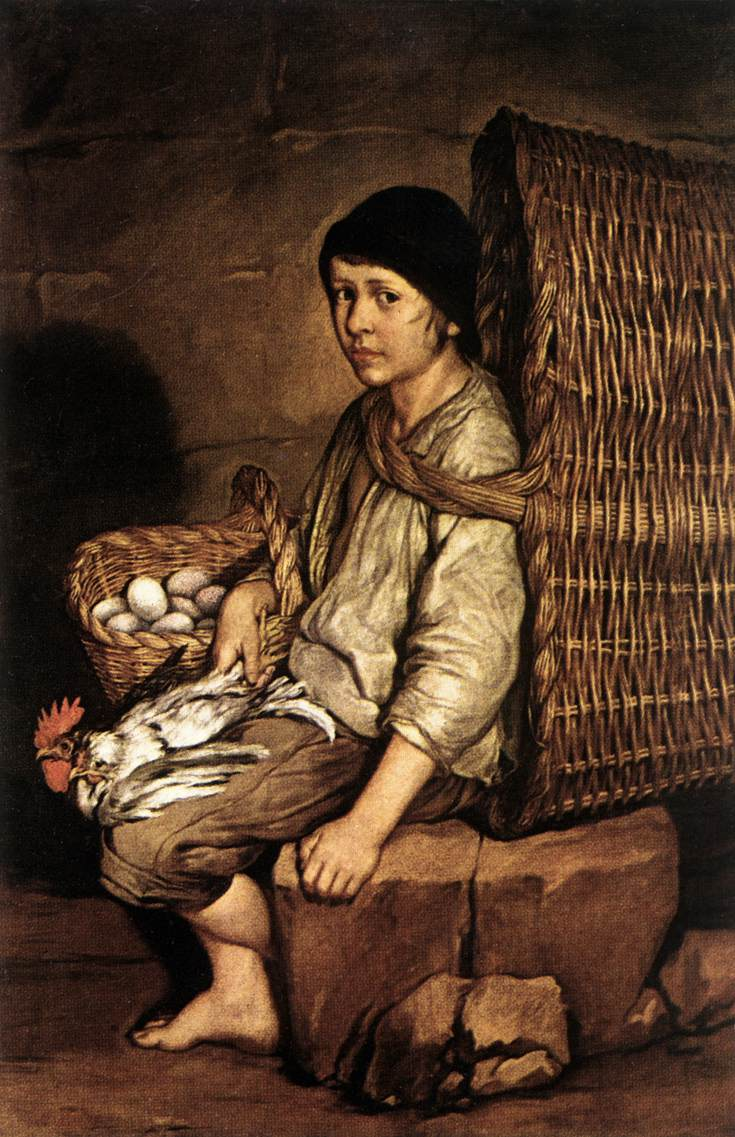
Junge mit Korb, 1736, Öl auf Leinwand, 130 × 95 cm, Pinacoteca di Brera, Mailand
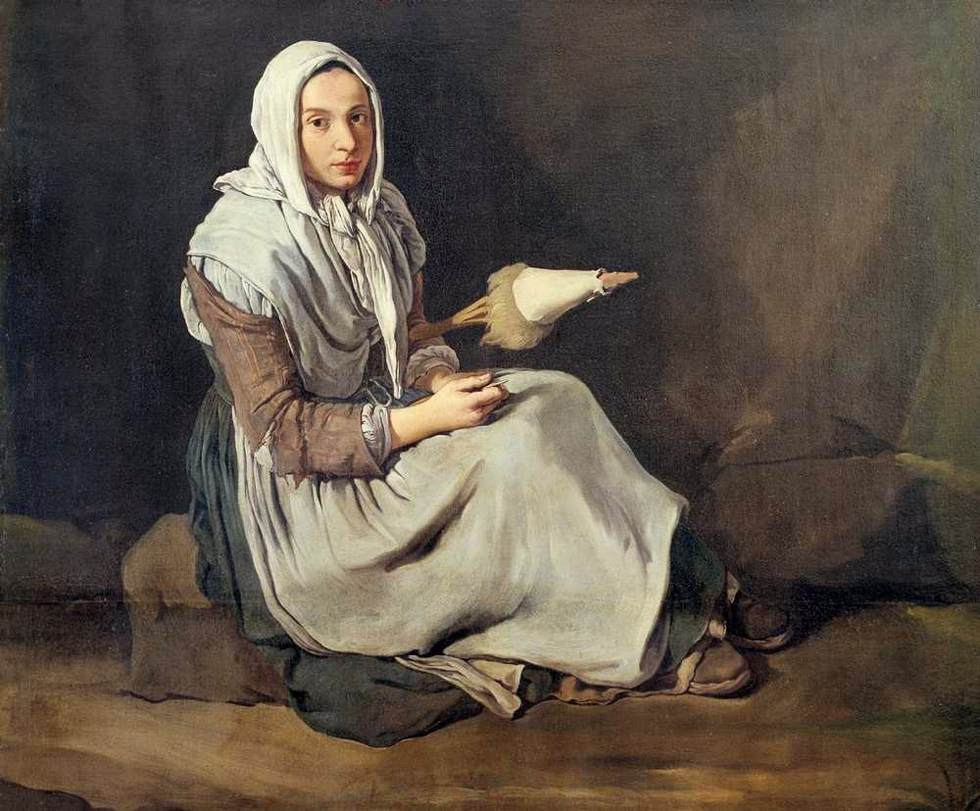
Spinnerin, 1730–34, Öl auf Leinwand, 128 × 146 cm, Museo di Santa Giulia, Brescia
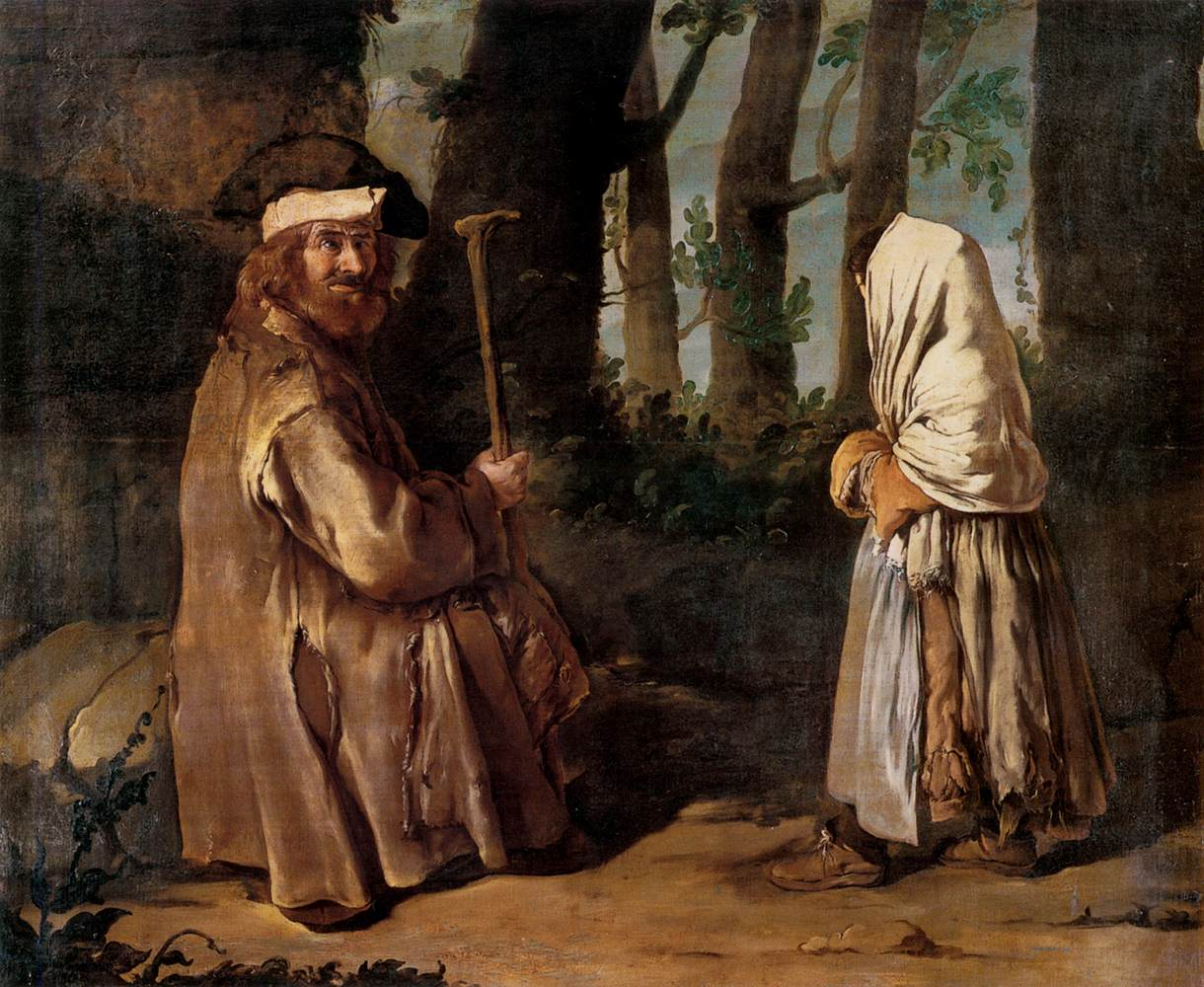
Treffen im Wald, 1720er Jahre, Öl auf Leinwand, 155 × 188 cm, Pinacoteca Tosio Martinengo, Brescia
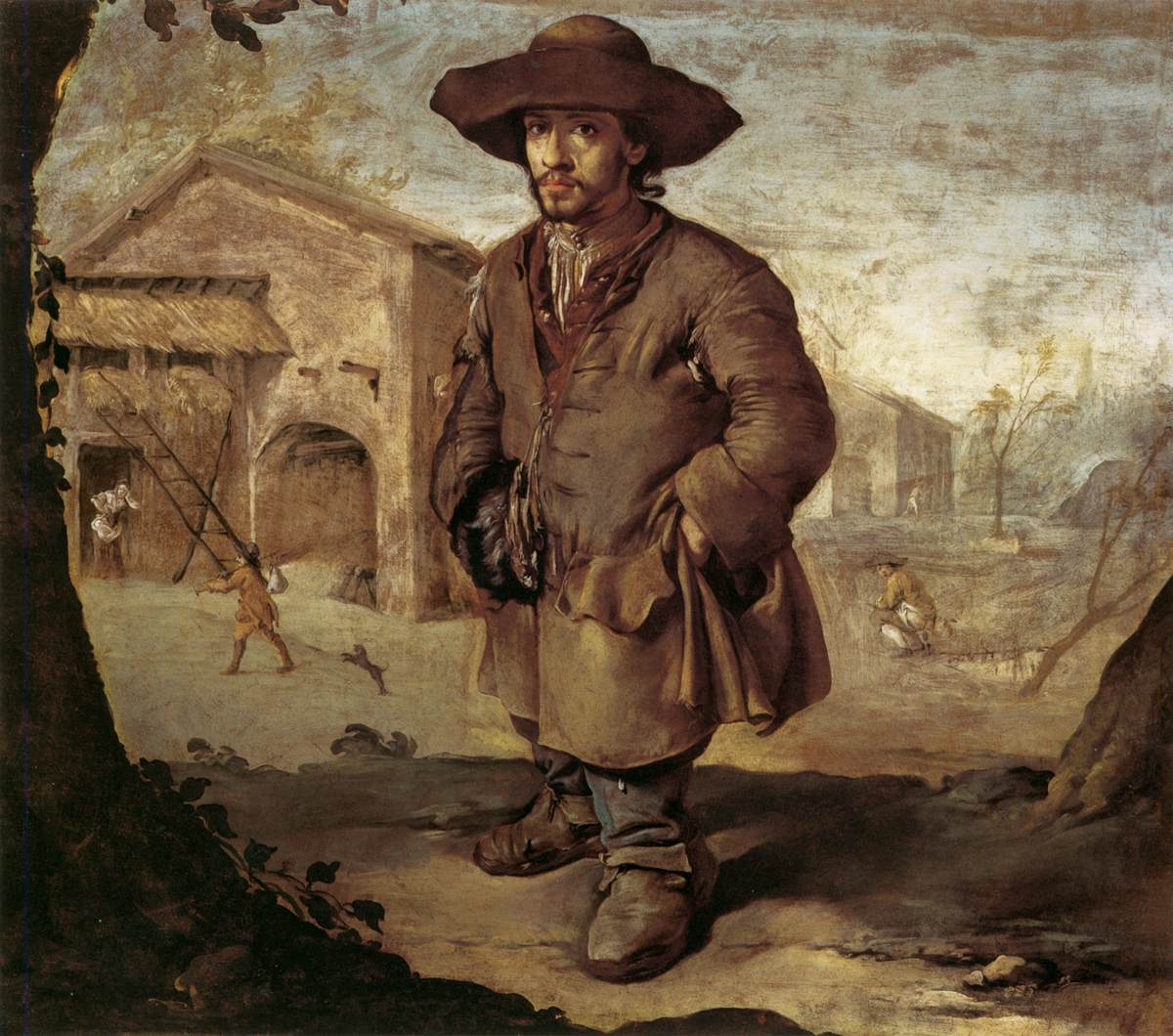
Zwerg, 1720er Jahre, Öl auf Leinwand, 130 × 180 cm, Privatsammlung
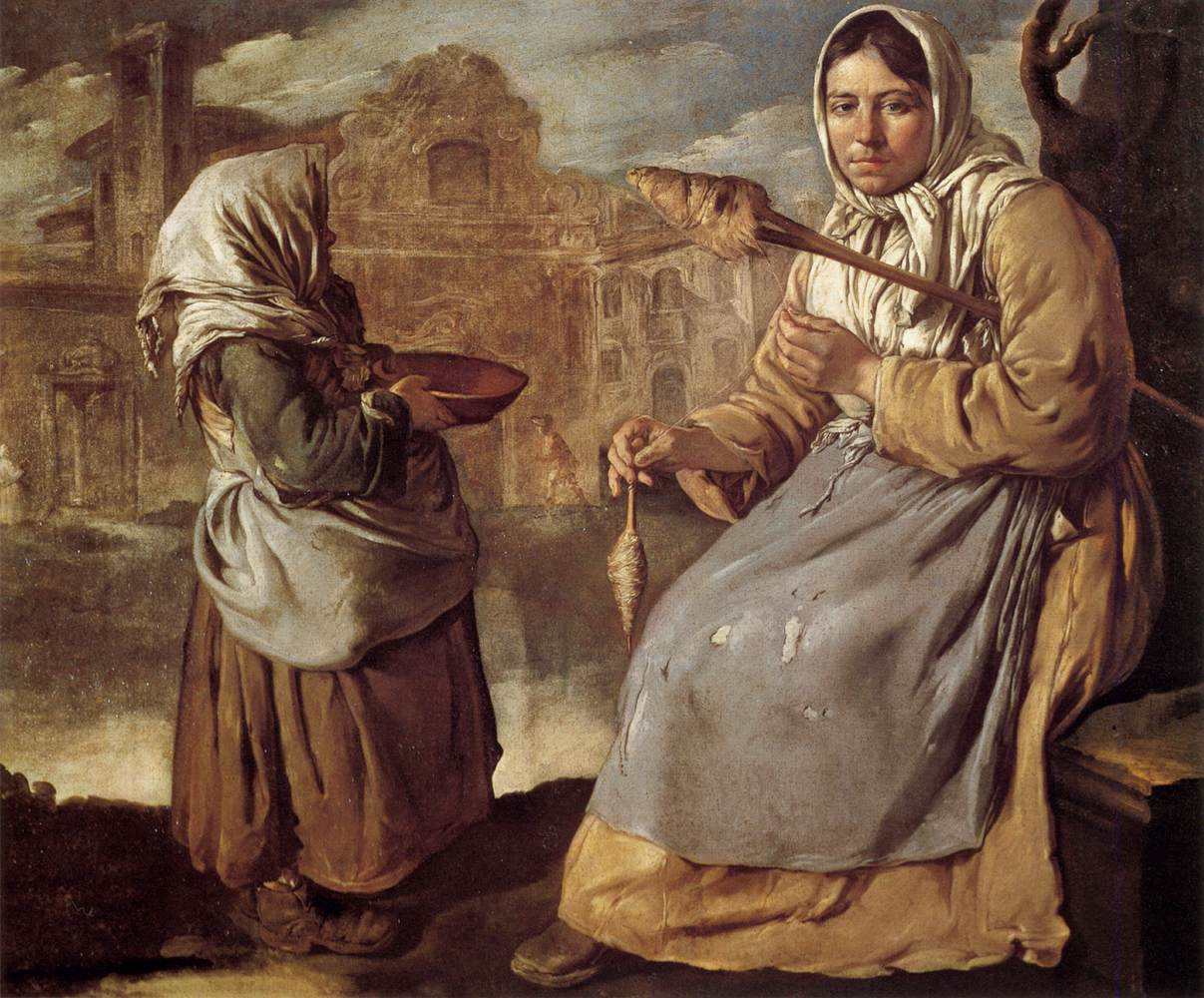
Kleine Bettlerin und Spinnerin, 1720er Jahre (?), 134 × 159 cm, Privatsammlung
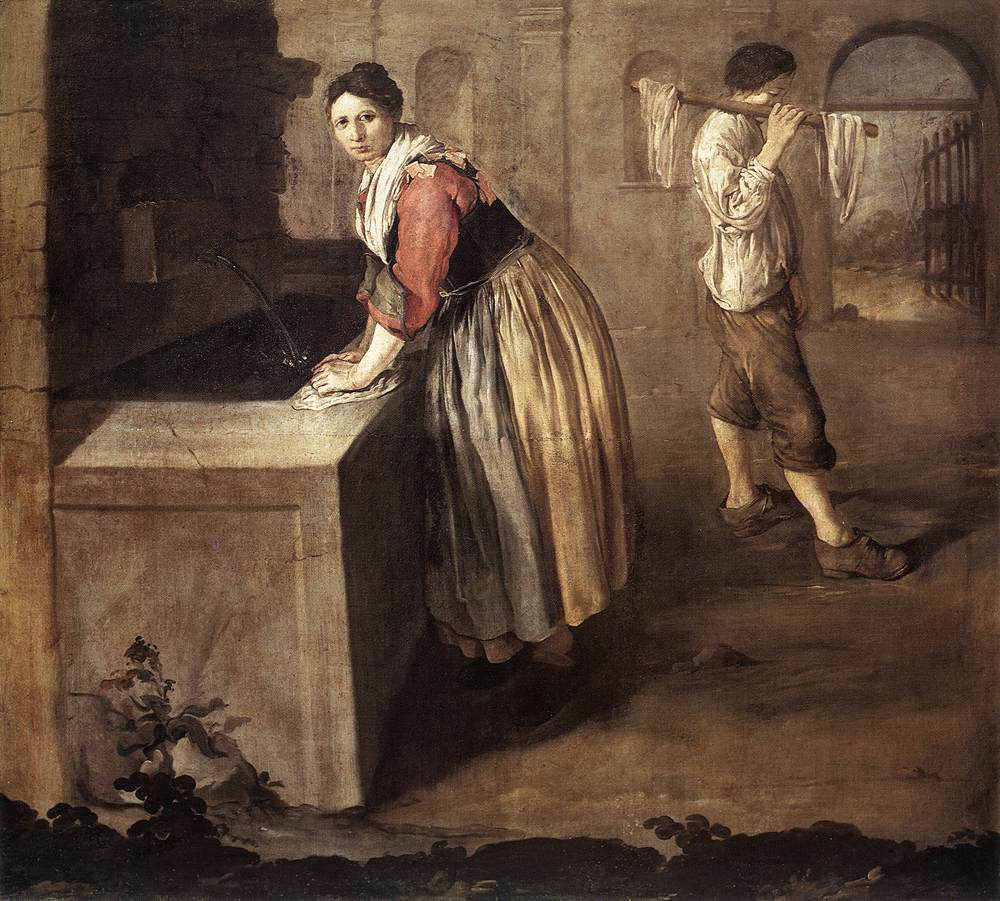
Die Wäscherin, 1735, Pinacoteca Tosio Martinengo, Brescia
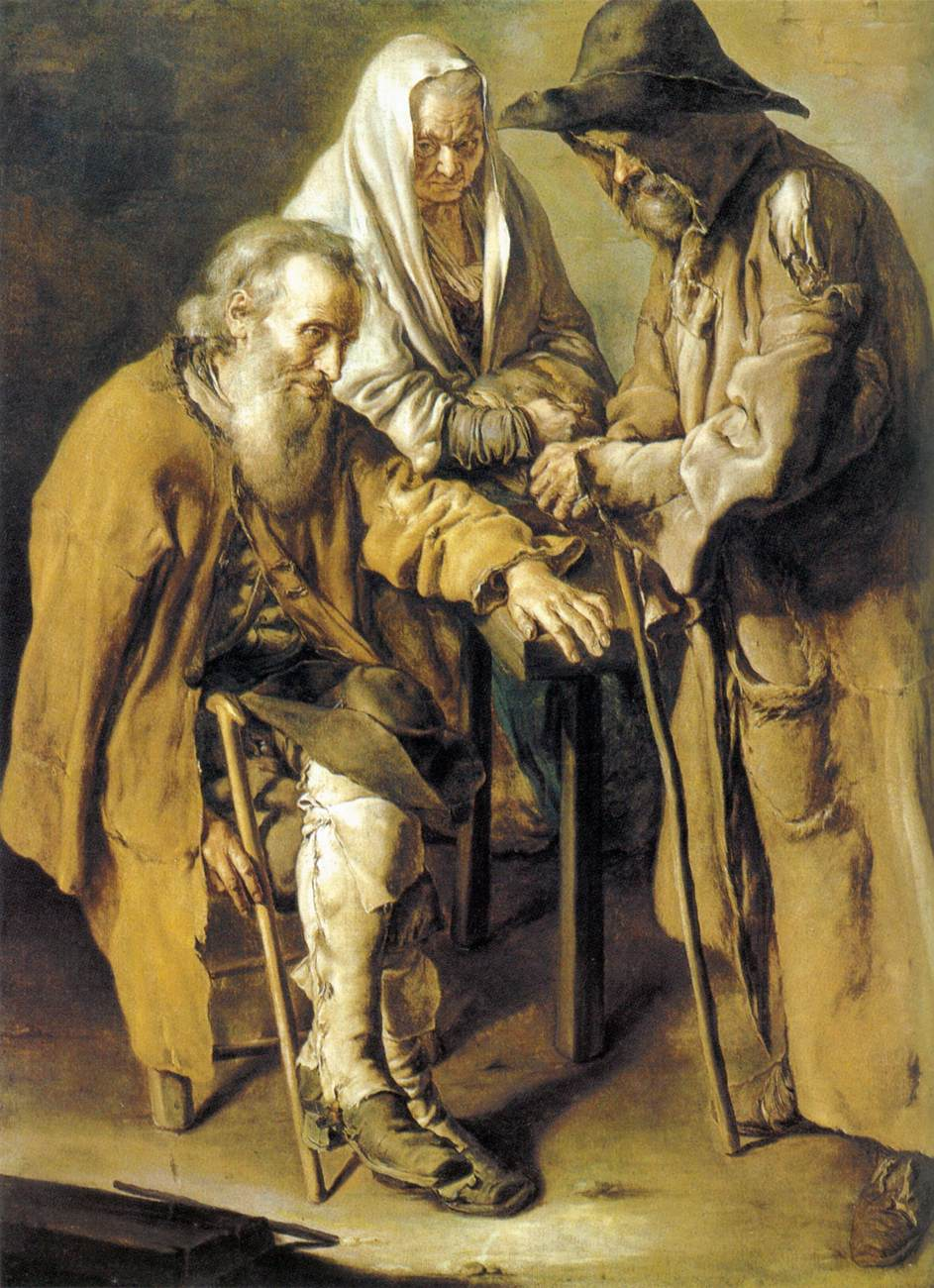
Drei Bettler, um 1736, Öl auf Leinwand, 131 × 95 cm, Museo Thyssen-Bornemisza, Madrid
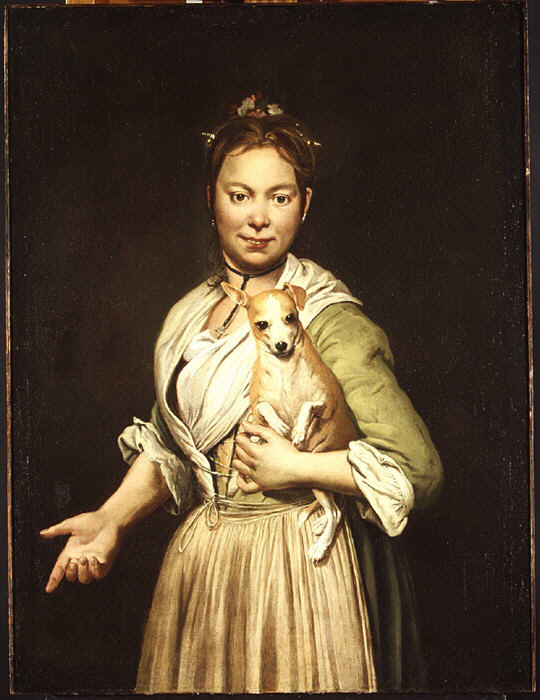
Frau mit Hund, 1740er Jahre, Metropolitan Museum of Art, New York
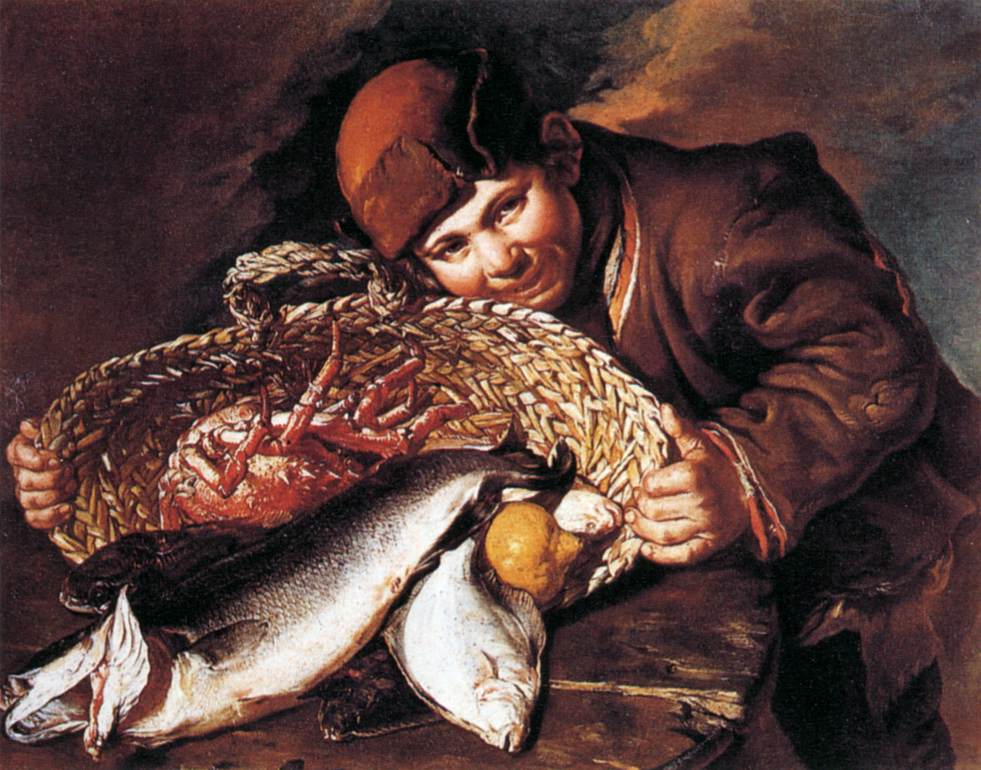
Lachender Junge mit Korb und Fischen, Palazzo Pitti, Florenz
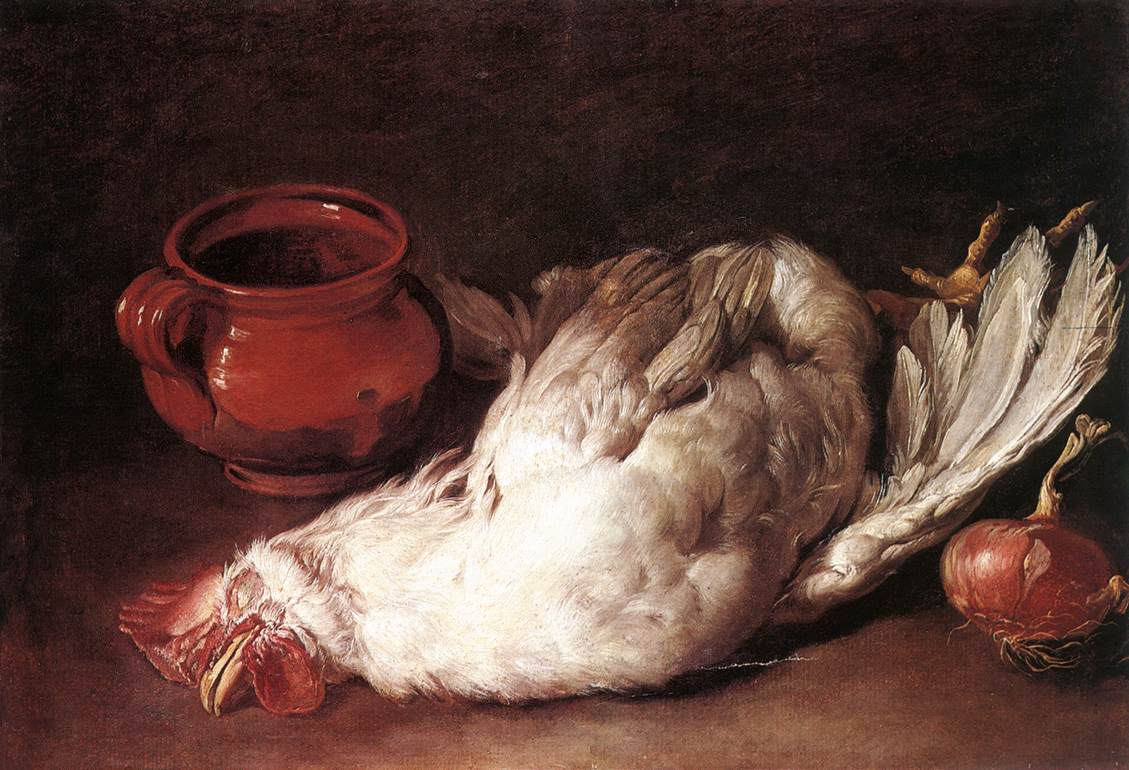
Stilleben mit Henne, Schale und Zwiebel, 1750er Jahre, Privatsammlung
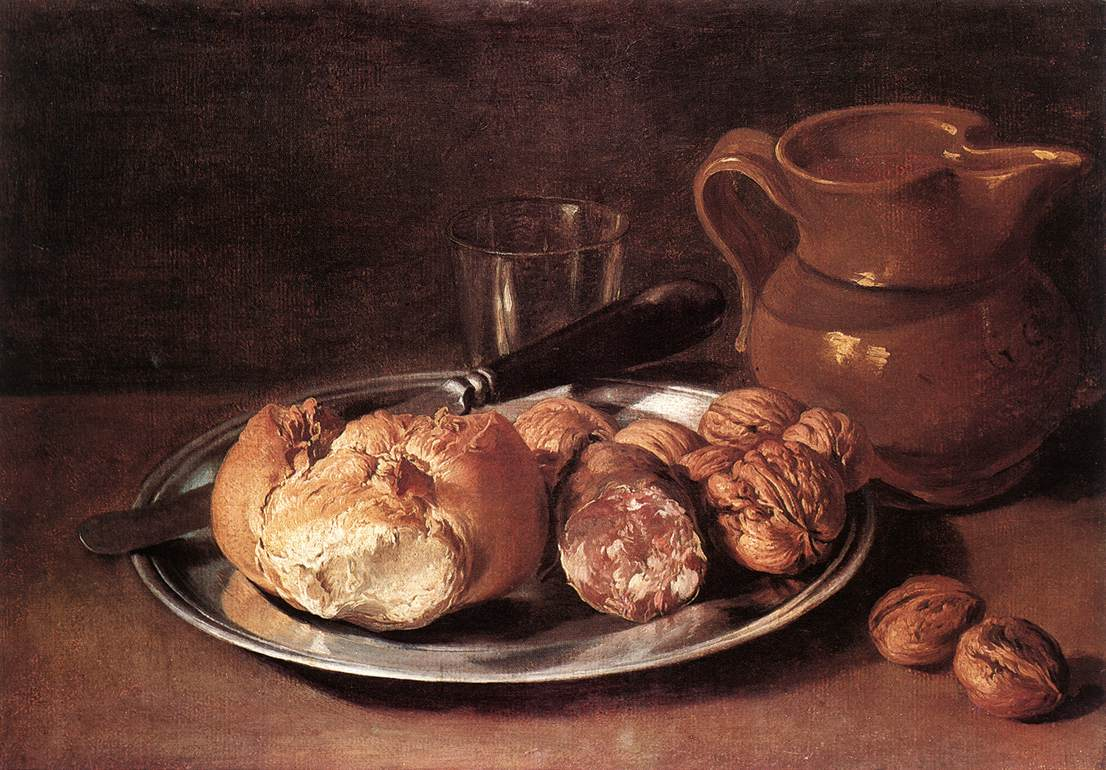
Stilleben mit Brot, Nüssen und Wein, 1750er Jahre, Privatsammlung
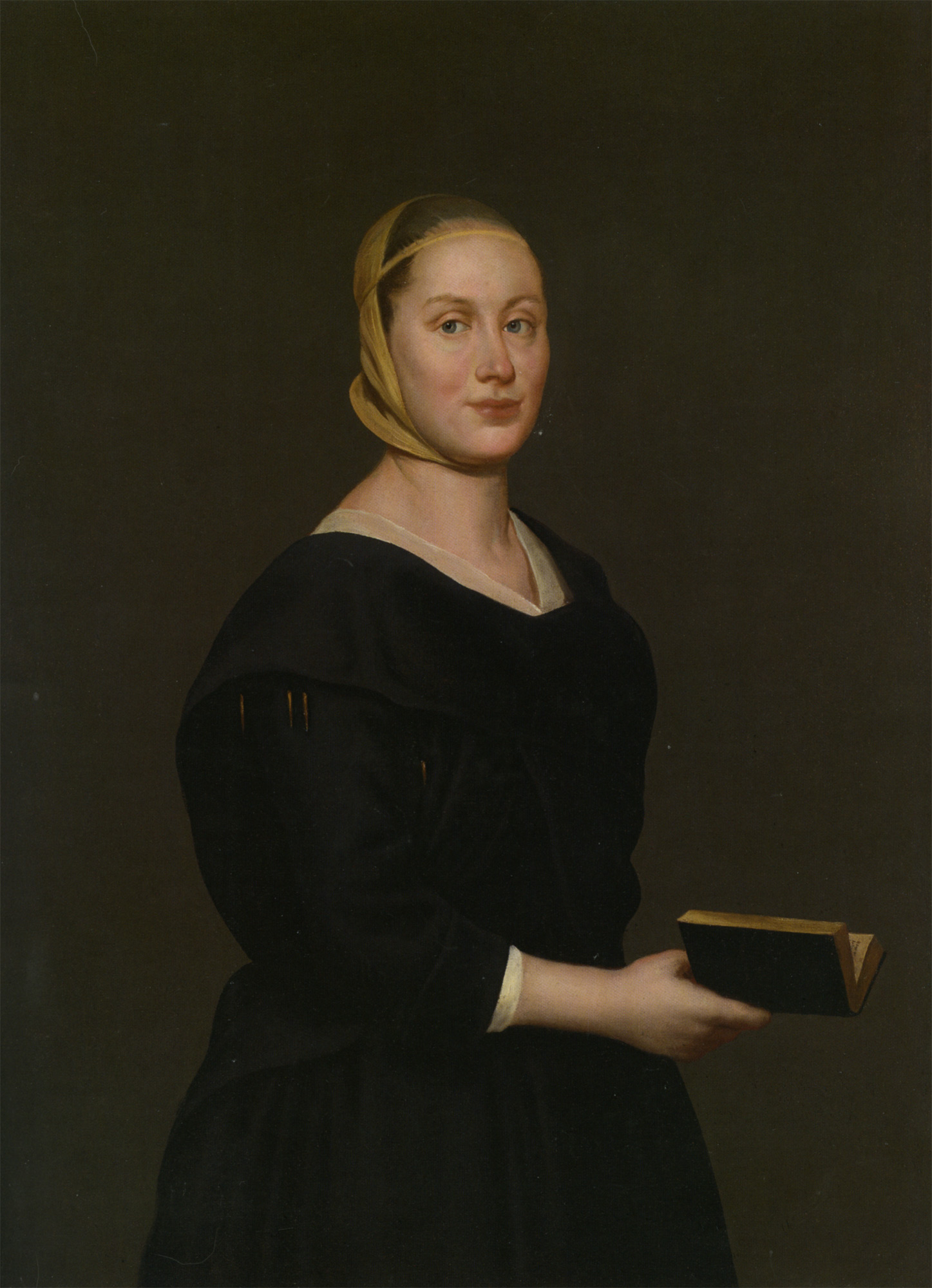
Donna Alba Regina del Ferro
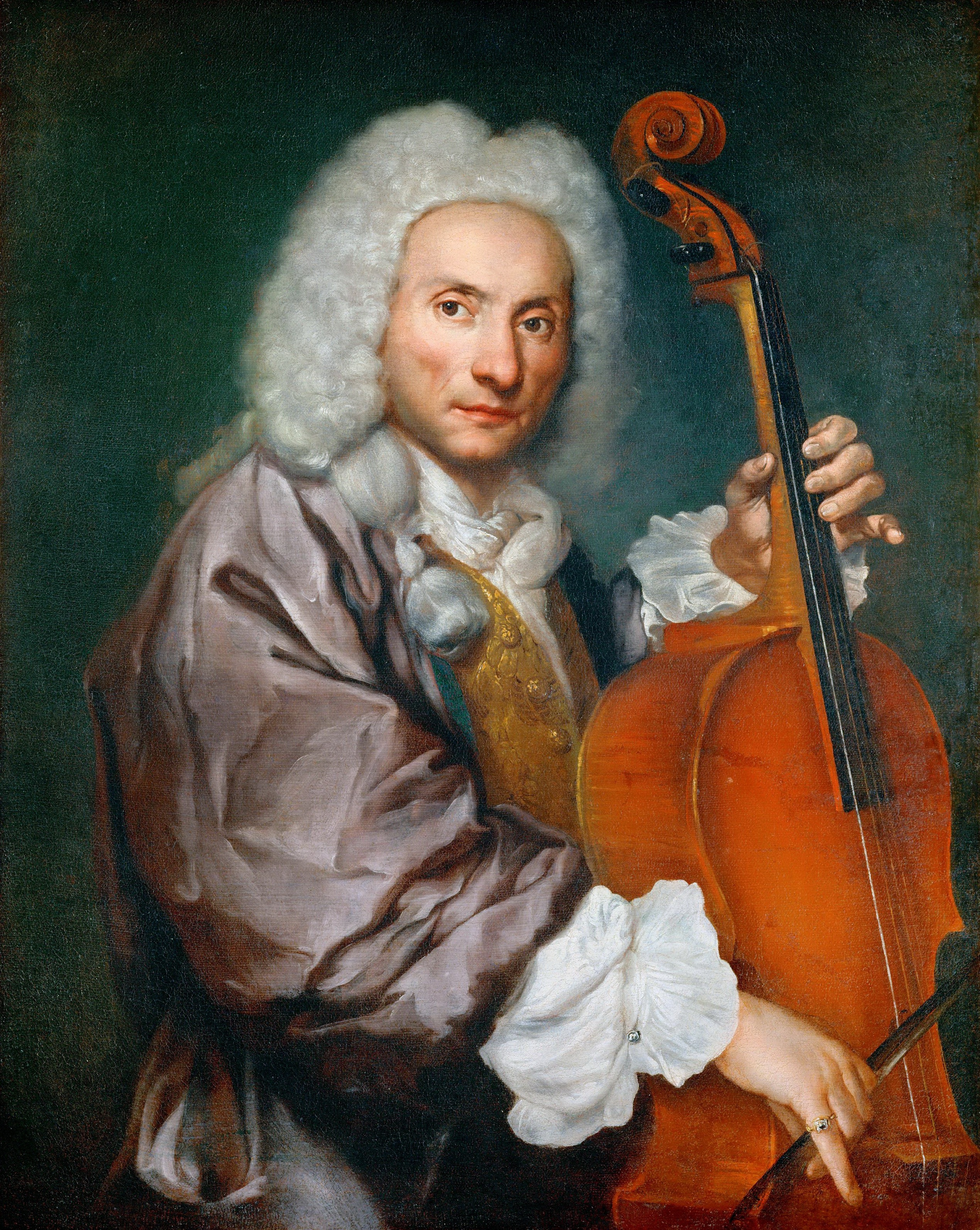
Mann mit Violoncello (Giovanni Battista Cirri), 1745–1750, Kunsthistorisches Museum, Wien
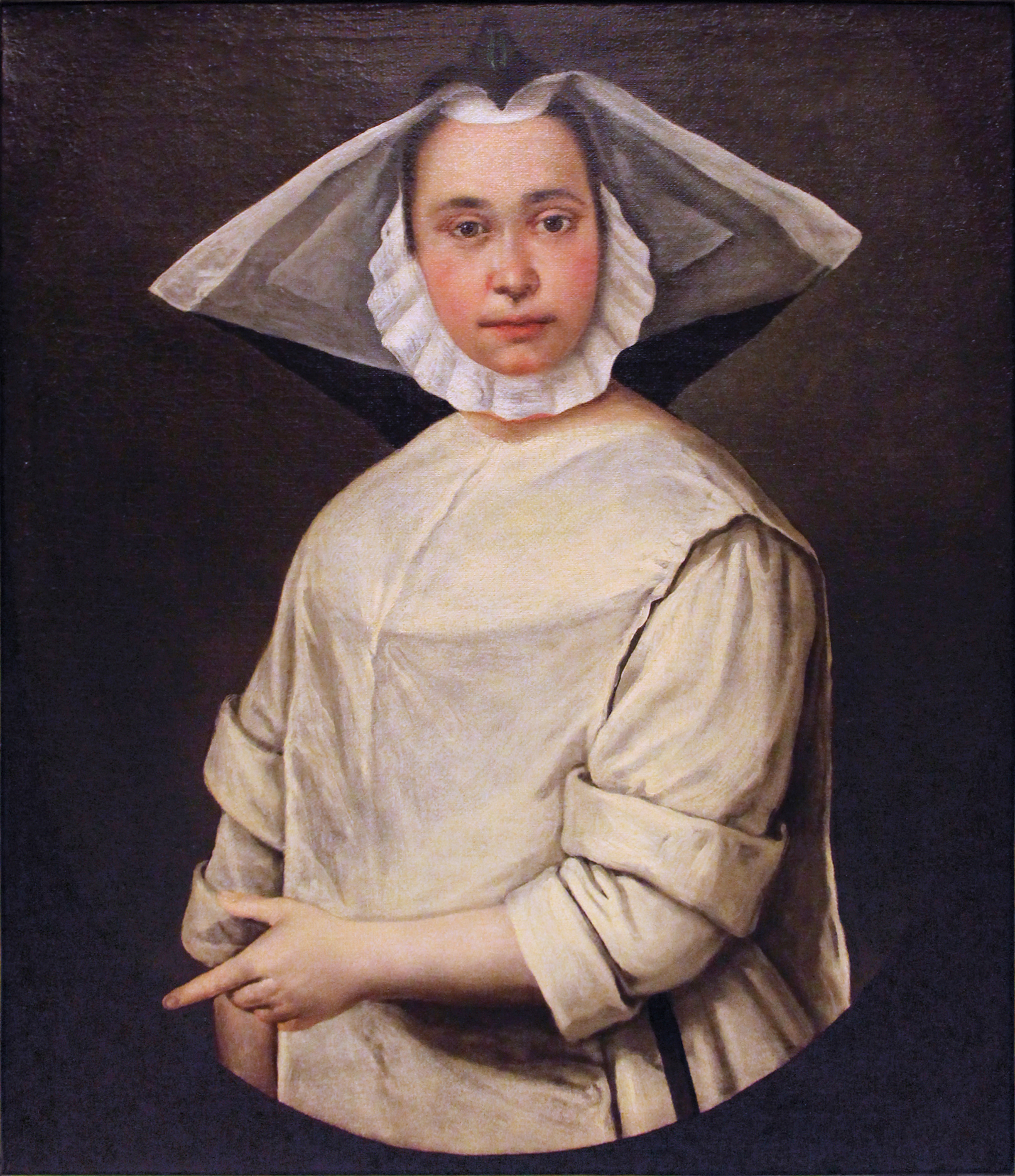
Porträt einer jungen Nonne, ca. 1730, Museo Poldi Pezzoli, Mailand
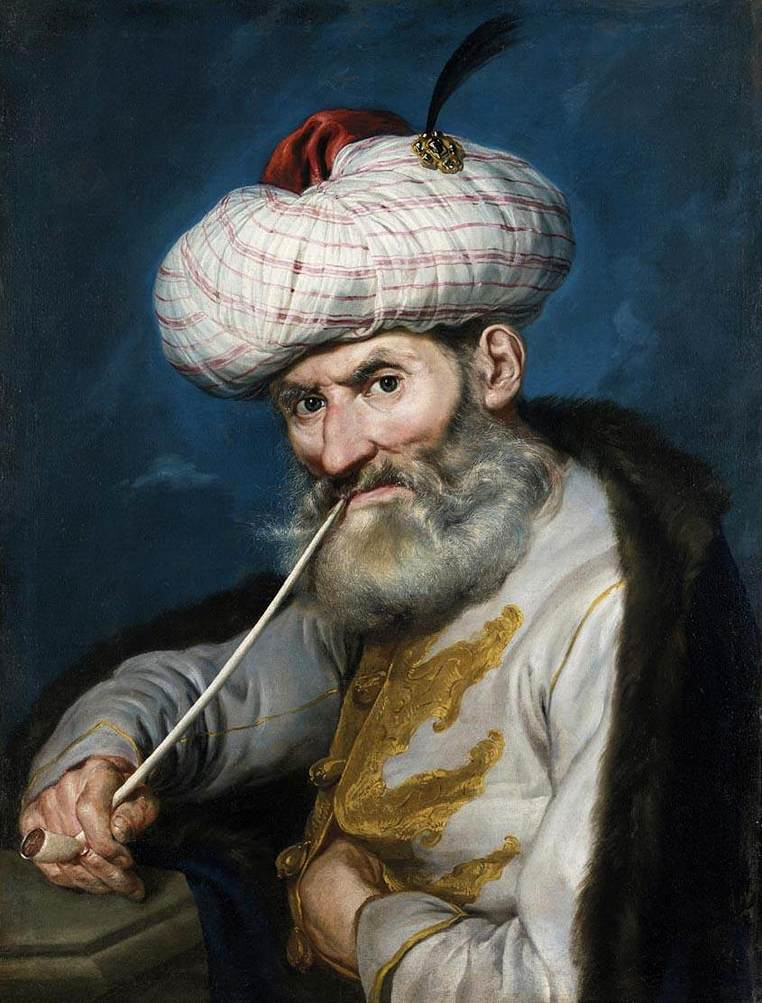
Rauchender Mann mit Turban, etwa 1740, Privatsammlung